# Suc de síndria
Suc de sindria és un curtmetratge català dirigit per Irene Moray estrenat l'any 2019. Moray va estrenar-se com a directora l'any 2018 amb el seu curtmetratge Bad Lesbian. L'any següent va estrenar aquest curtmetratge en el qual mostra la seva visió de la sexualitat femenina.

## Argument
Bàrbara i Pol, una parella, marxen uns dies de vacances. Envoltats de natura i amics, busquen passar-ho bé i alhora trobar un espai tranquil per gaudir de la seva intimitat. Amb el suport del Pol, enmig de la natura, entre llàgrimes i rialles, Bàrbara aprèn a deixar-se anar, curar velles ferides i redefinir la seva sexualitat.

## Personatges
Els persontatges protagonistes són la Bàrbara i el Pol. La Bàrbara és una noia de 25 anys, divertida i alegre. Després del que li va passar no s'enfonsa i decideix passar pàgina gaudint del present. Posa tota la seva energia en el present i és una noia que es deixa ajudar confiant en que, més aviat del que sembla, podrà tornar a viure el sexe d'una manera lliure. La seva parella, el Pol, és un noi de 25 anys, madur i sensible. Confia fermament en la Bàrbara. Sempre li dona suport en el seu camí de sanació.

## Producció
Està rodat a Berga, a una residència d'artistes okupada anomenada Konvent. Era una antiga fàbrica tèxtil. Un lloc al que la directora havia anat l'estiu anterior. Nico Roig va col·laborar amb composicions per a la banda sonora original.

## Crítica
- "El corto es hermoso, denota una sensibilidad única, le da a la protagonista la posibilidad de negociar su sexualidad con todo lo que ella significa para una masculinidad que sostiene..."[5]
- "El poder sanador del amor y de la naturaleza. Delicado, luminoso, sensual, visualmente precioso. Excelente interpretación de Elena Martín."[6]
- "Con una especial luz para cada lugar, se nota que la cineasta ha comenzado en el campo de la fotografía, que imprime una textura diferente a cada secuencia."[7]
- "Poc valen les paraules davant d'una obra tan basada en els sentits."[8]

## Repartiment
- Elena Martín: Bàrbara
- Max Grosse Majench: Pol
- Sergi Vilà: Gerard
- Irene Contreras: Sílvia
- Pol Nubiala: Oriol
- Bàrbara Mestanza: Cèlia

## Premis i nominacions
Premis
- 2019: Millor curtmetratge de ficció, Premis Goya.
- 2019: Millor curtmetratge, Premis Gaudí.

Nominacions
- 2019: Nominat a millor curtmetratge, Premis del Cinema Europeu.
- 2019: Nominat a millor curtmetratge, Premis Forqué.